# 2008년 8월 1일 일식
2008년 8월 1일 일식은 달이 지구와 태양 사이를 지나면서 태양을 완전히 가리는 개기일식이다. 개기일식은 달의 시직경이 태양의 시직경보다 커서 태양을 다 가릴 수 있을 때 일어난다. 개기일식은 매우 좁은 지역에서만 관측 가능하며, 대부분의 다른 지역에서는 부분일식으로 관측된다.
일식은 캐나다 북부의 누나부트 준주, 그린란드, 러시아 중부, 카자흐스탄 동부, 몽골 서부 및 중국을 통과하는 좁은 지역에서 관측되었으며, 일식이 진행되는 경로에 위치한 도시 중 가장 큰 곳은 러시아의 노보시비르스크였다.